# Little Ben

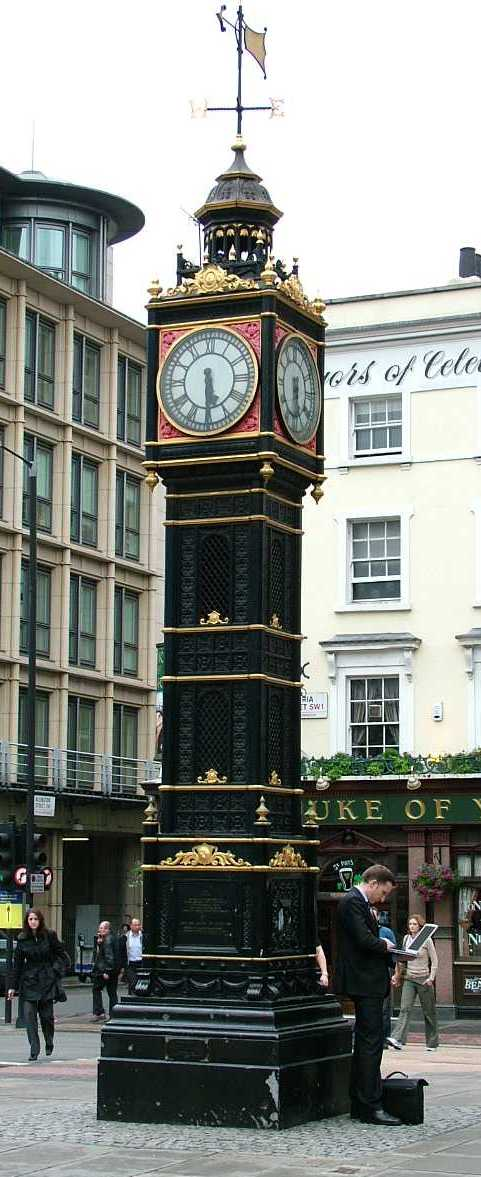
Little Ben, Victoria Street, London

Little Ben ist ein gusseiserner Uhrturm in der City of Westminster, London nahe dem Bahnhof Victoria. Er ist nach dem erheblich größeren und bekannteren Uhrturm Elizabeth Tower (oft als Big Ben bezeichnet) am Palace of Westminster gestaltet und wurde 1892 aufgestellt.
Eine Lorloz genannte Replik wurde 1903 im Zentrum von Victoria, Hauptstadt der Seychellen aufgestellt; diese erinnert an das Diamantene Thronjubiläum von Queen Victoria im Jahr 1897.